# 카톨리콘

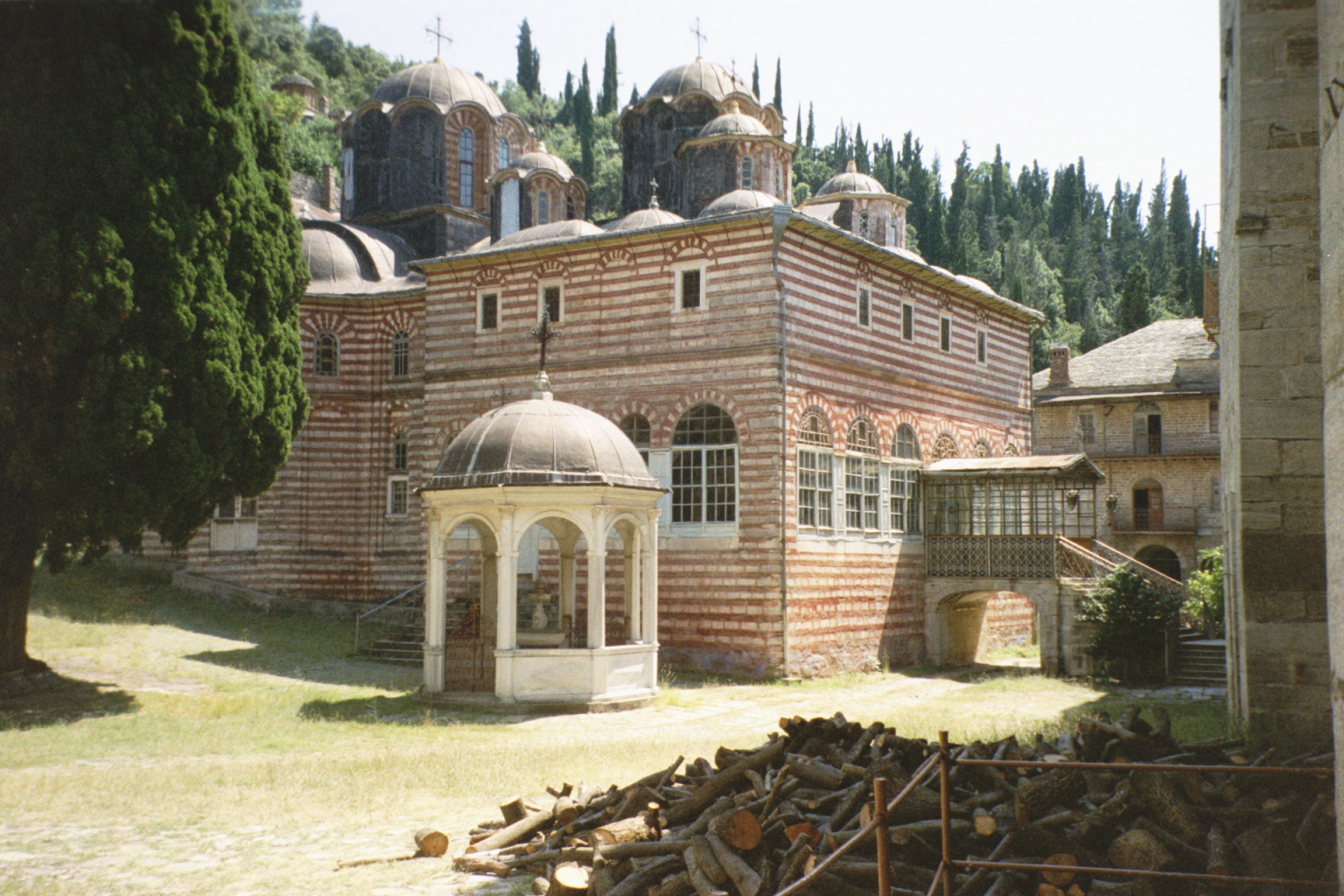
아토스산의 조그라푸 수도원에 있는 카톨리콘

카톨리콘(그리스어: καθολικόν)은 동방정교회에서의 수도원 또는 교구의 주요한 성당(교회 건물)이다. 이 이름은 (일반적으로) 전례력의 주요 축일들을 기념하기 위해서 모두 다함께 모이는 가장 큰 성전이라는 사실에서 유래한다. 다른 때에는, 작은 성당 또는 경당이 사용되었다. 러시아에서, 겨울에 난방을 더 용이하게 할 수 있도록 카톨리콘은 지하층에 작은 성당이 있는 것이 일반적이다.
카톨리콘은 성 주간 또는 부활 전야와 같은 특별한 의식에 사용되는 카테드라(주교좌) 또는, 엑소나르텍스(내랑)과 엑소나르텍스(외랑) 모두와 같은 건축학적인 특징을 가지고 있다.
카톨리콘이라는 단어는 영어로 종종 대성당으로 번역된다. 그러나, 서방 기독교와는 달리 동방 정교회의 한 교구는 한 개 이상의 대성당이 있을 수도 있다. 주교의 주요한 대성당 뿐만 아니라, 다른 중요한 성당들도 주교가 실제로 그 곳에 거주하지 않더라도 대성당의 지위로 승격될 수도 있다. 이와 같은 성당들의 주임 신부는 일반적으로 수석사제 또는 수사제가 될 수 있다.